# 弯刺蔷薇
弯刺蔷薇（学名：Rosa beggeriana）为蔷薇科蔷薇属下的一个种。

## 扩展阅读
- 維基物種上的相關：弯刺蔷薇